# Giuseppe Baccilieri
Giuseppe Baccilieri (San Pietro in Casale, 5 luglio 1902 – Bologna, 23 agosto 1971) è stato un calciatore italiano, di ruolo centrocampista.

## Caratteristiche tecniche
Mezzala, era capace anche di giocare al centro dell'attacco, concludendo spesso l'azione.

## Carriera

### Giocatore

#### Gli inizi

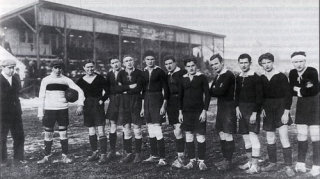
La formazione di Firenze nell'esordio in campionato contro il Pisa 3 ottobre 1926, la Fiorentina in maglia rossa sul terreno di Via Bellini, da sinistra: Serravalli, Posteiner, Benassi, Barigozzi, Segoni, Focosi, Baldini, Salvatorini, Volk, Baccilieri, Bandini. 6º posto nel 1926-1927

Nativo di San Pietro in Casale, in provincia di Bologna, iniziò la sua carriera nella squadra del capoluogo, giocando 4 partite nel 1922-1923 e siglando una rete nella gara Bologna-Modena 2-0 del 7 gennaio 1923. L'anno successivo passò alla Virtus Bologna, dove giocò 21 gare siglando sette reti, passando alla Spal prima e al Carpi poi, sempre per una sola stagione.
Le sue buone prestazioni gli valsero l'ingaggio da parte della neonata Fiorentina, con cui disputò 14 gare segnando due gol. Passato poi alla Ponziana nel 1927, nel 1928 arrivò invece al Monfalcone dove rimase per due stagioni: in particolare nella seconda, disputata in seconda divisione, mise a segno quattordici reti in 33 gare.

#### Al Legnano e al Cagliari
La buona stagione disputata nella società goriziana lo mise in luce, tanto da essere messo sotto contratto dal Legnano, che si apprestava a disputare la prima stagione in Serie A della sua storia. Il campionato si concluse con i lilla al 15º posto e retrocessi in Serie B, con Baccilieri autore di tre reti in 24 presenze: nelle due stagioni seguenti, sempre in seconda divisione, rimase titolare della formazione lombarda siglando 9 gol nel 1931-1932 e 6 reti nel 1932-1933, assommando in totale 78 gare con la maglia del Legnano.
Passò poi al Cagliari, sempre in Serie B: in due stagioni siglò nove reti in 42 gare, partendo sempre come titolare. Al termine della stagione 1934-1935, a causa della crisi e del fallimento della società sarda, lasciò la Sardegna. Quindi si accasò all'Aquila, dove però non trovò spazio, disputando solo tre gare.

#### Giocatore-allenatore nelle serie minori
Nella stagione 1936-1937 Baccilieri giocò nel Molfetta in Serie C. Dopo una sola annata si spostò al Lanciano, pur avendo firmato per il Forlimpopoli, sempre in Serie C: perciò in questa sua prima stagione con il club rossonero svolse esclusivamente il ruolo di allenatore, giocando solo in gare amichevoli. Si trasferì quindi al Rimini, dove fu giocatore-allenatore e conquistò la promozione in serie superiore grazie a un ripescaggio. Lo stesso risultato ottenne quando tornò al Lanciano, stavolta anche come giocatore, nel 1939-40, quando la squadra si classificò al secondo posto del campionato regionale, alle spalle della formazione riserve del Pescara che non concorreva alla promozione. Nel 1940 diventò l'allenatore dell'Ortona, che portò alla vittoria nel campionato di Prima Divisione, ottenendo così la terza promozione consecutiva in Serie C. Passato nell'anno successivo al Potenza, fu costretto dalle circostanze a scendere in campo nelle ultime giornate di campionato così come successo anche all'Ortona e così come succederà anche al Trani, dove disputò le sue ultime cinque gare da professionista.

### Allenatore
Al termine della seconda guerra mondiale nel 1946-47 divenne nuovamente l'allenatore del Lanciano, e per la seconda volta vinse con i rossoneri il campionato regionale con la conseguente ammissione in Serie C. Tornerà di nuovo da allenatore a Lanciano negli anni 1950, sia alla guida della Virtus Lanciano sia di formazioni cittadine minori, e nel frattempo continuerà a svolgere il ruolo di allenatore in Abruzzo in diverse formazioni della divisione regionale. A Lanciano partecipò alla rivolta partigiana nell'ottobre 1943.

## Palmarès

### Giocatore
- Prima Divisione: 1

Monfalconese C.N.T.: 1928-1929